# Zilverkruiskruid
Zilverkruiskruid (Jacobaea maritima, synoniem: Senecio cineraria) is een vaste plant uit de composietenfamilie (Asteraceae). De soort komt van nature voor in Europa: België, Frankrijk, Duitsland, Spanje, Zwitserland, Oostenrijk en Joegoslavië. In Nederland is de soort verwilderd. De soort is in Nederland zeldzaam, maar komt wel meer voor in België. Zilverkruiskruid wordt veel als sierplant gebruikt. De plant is zeer giftig door de aanwezige pyrrolizidine-alkaloïden. Het aantal chromosomen is 2n=40.
De sterk vertakte plant wordt 30–100 cm hoog en vormt een bladrozet. De stengel is witviltig behaard evenals de onderkant van de bladeren. Het 4–15 cm lange en 2,5–7 cm brede blad is gelobd of geveerd met geveerde tot gelobde of bijna hele lobben. De rozetbladeren zijn gesteeld en de stengelbladeren zijn zittend.
Zilverkruiskruid bloeit in juli en augustus met 1,2-1,5 cm grote, gele bloemen. De bloeiwijze is een meertakkig bijscherm. Er zijn 10-13, 10–13 mm lange lintbloemen. De omwindselbladen zijn witviltig behaard. De buitenste omwindselbladen zijn tot 3 mm lang en de binnenste ongeveer 7 mm lang.
De vrucht is een geribbeld nootje met wit vruchtpluis.

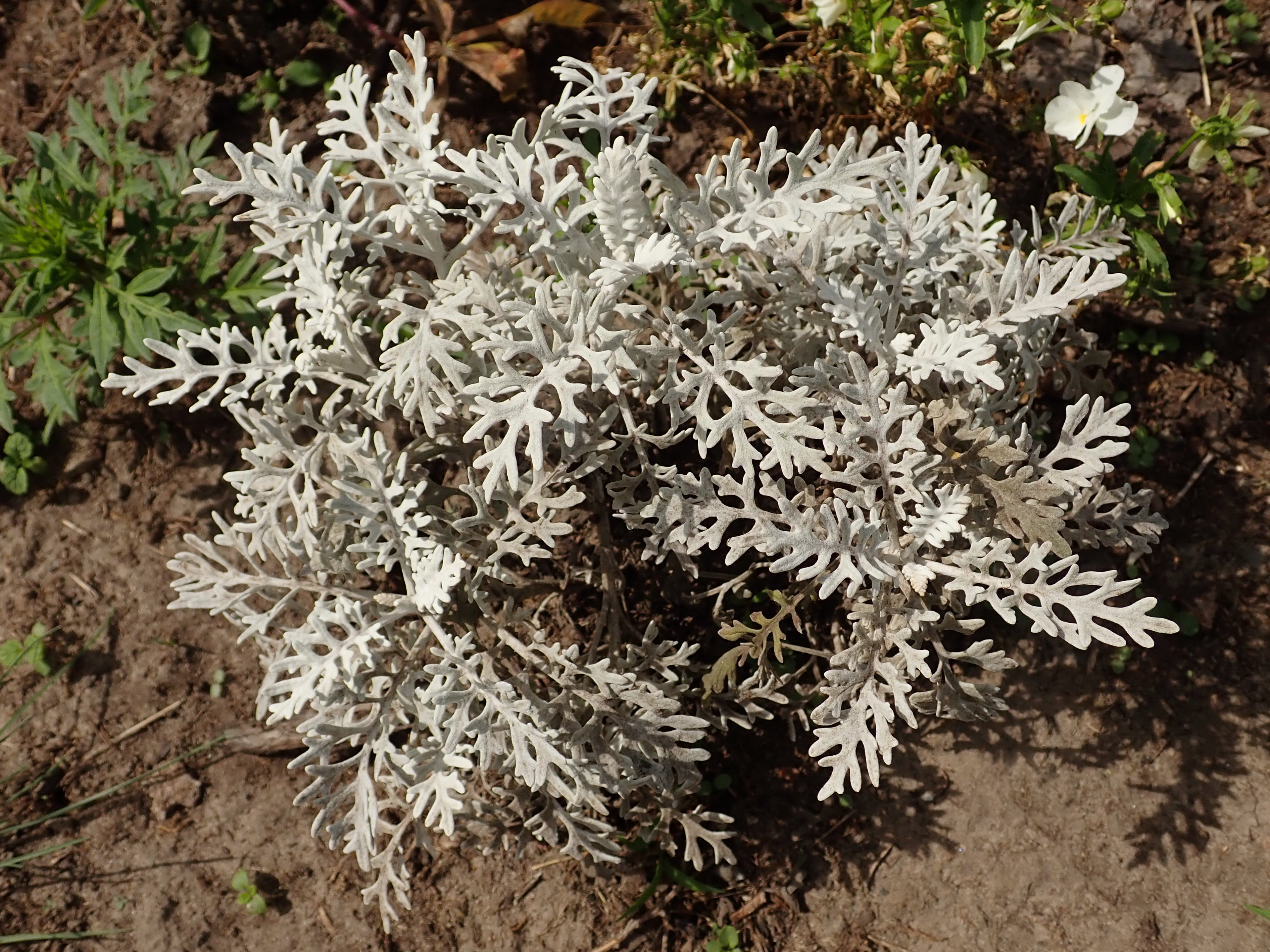
Plant
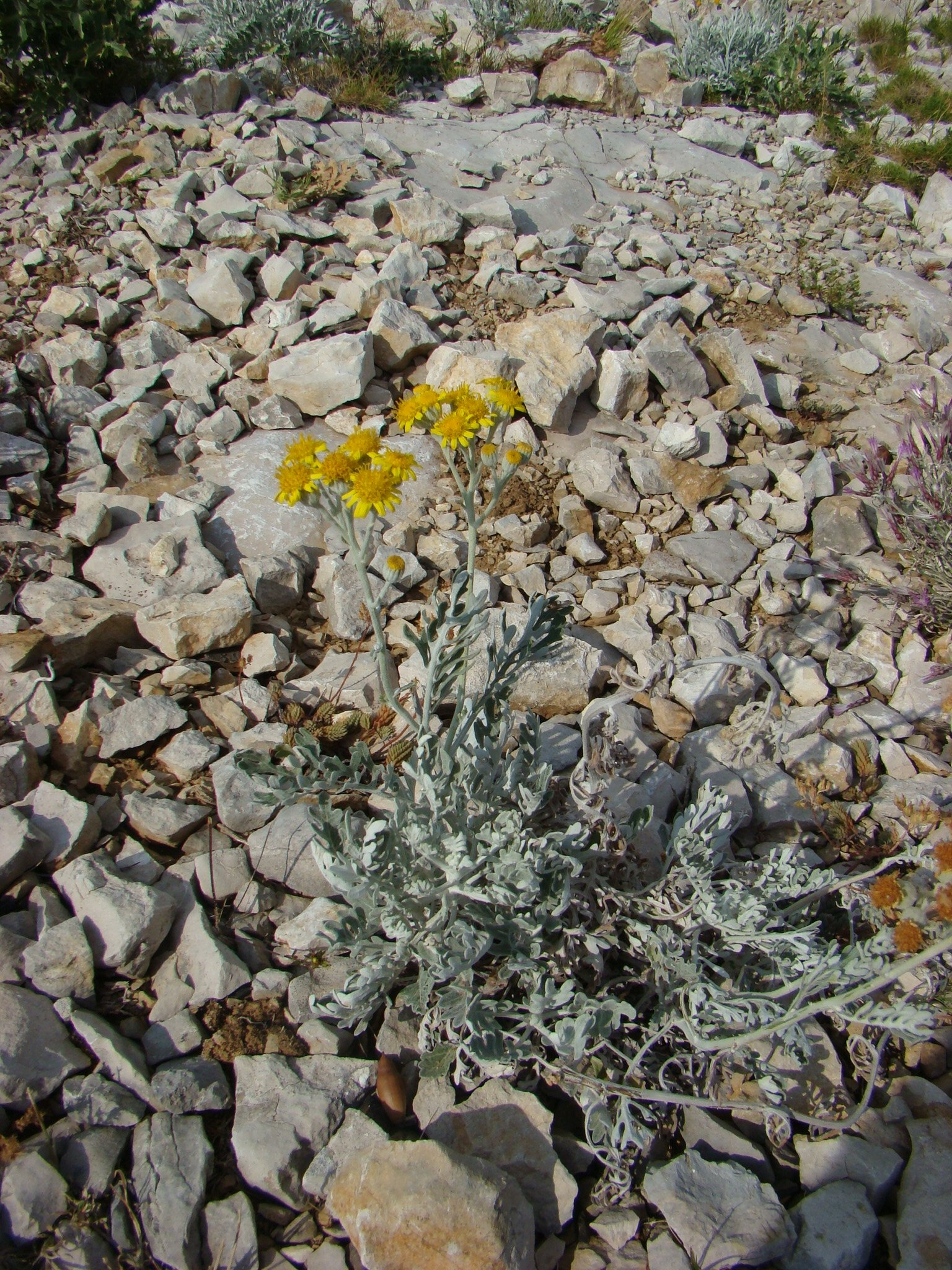
Plant in bloei
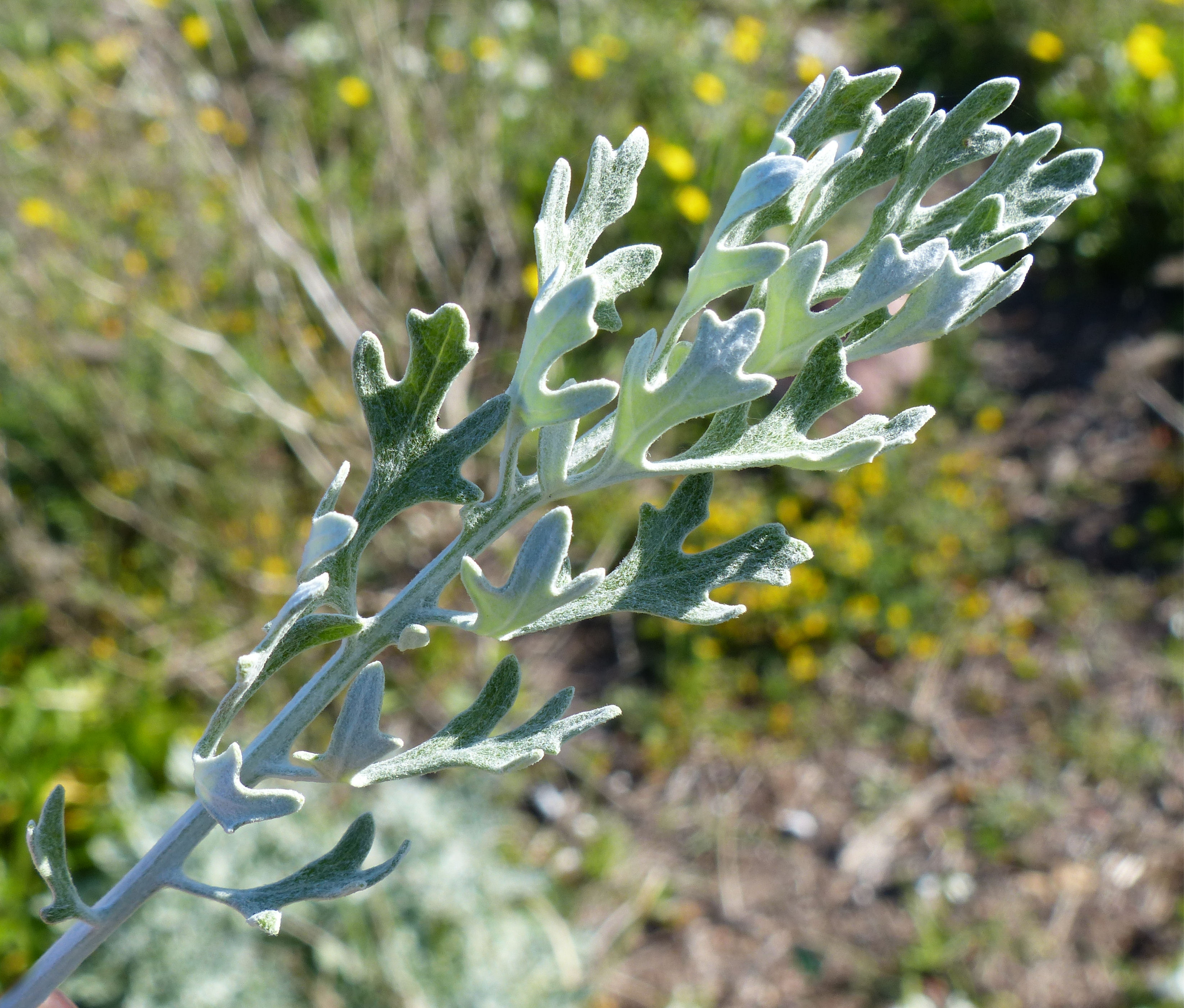
Blad
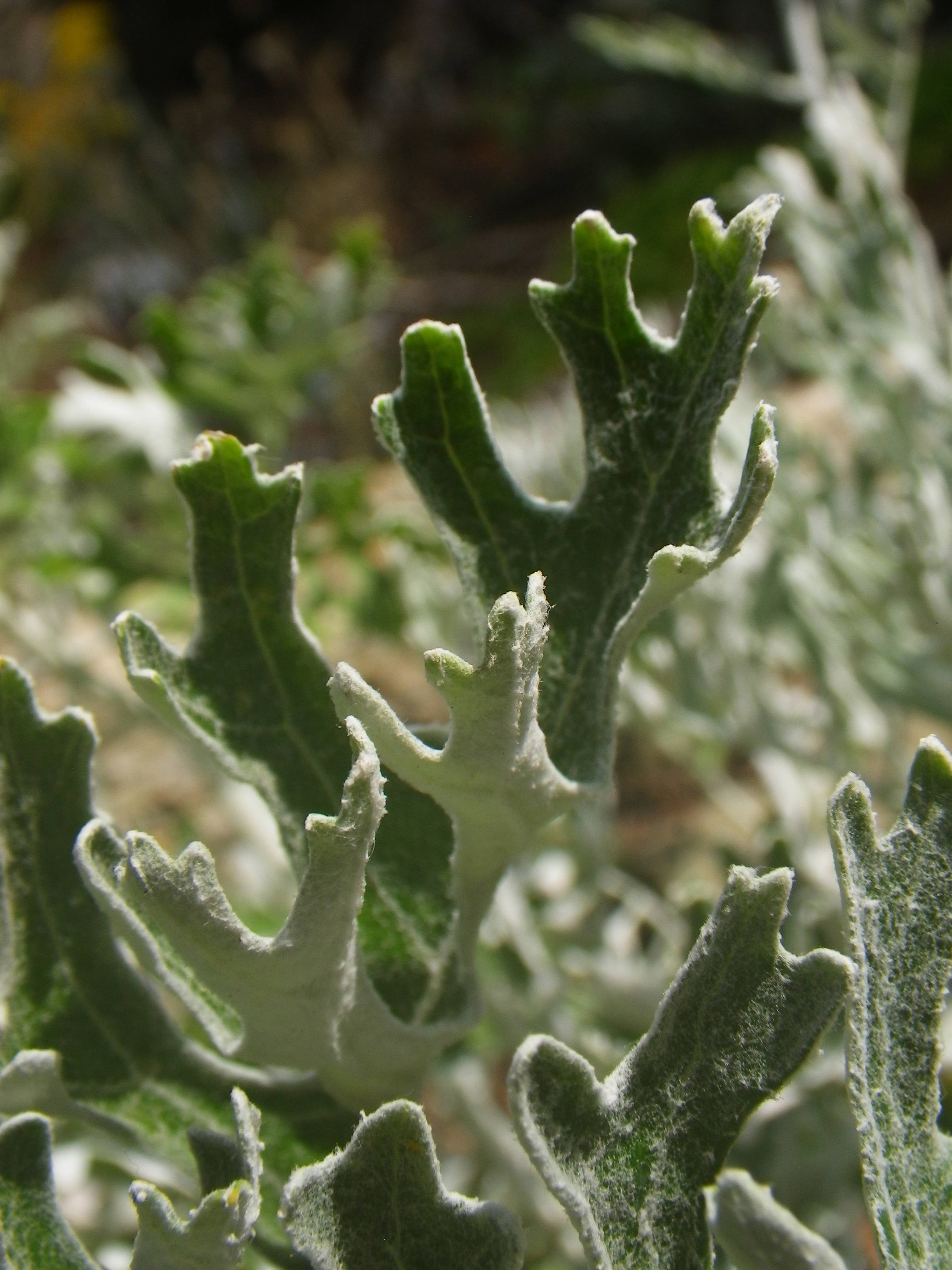
Blad
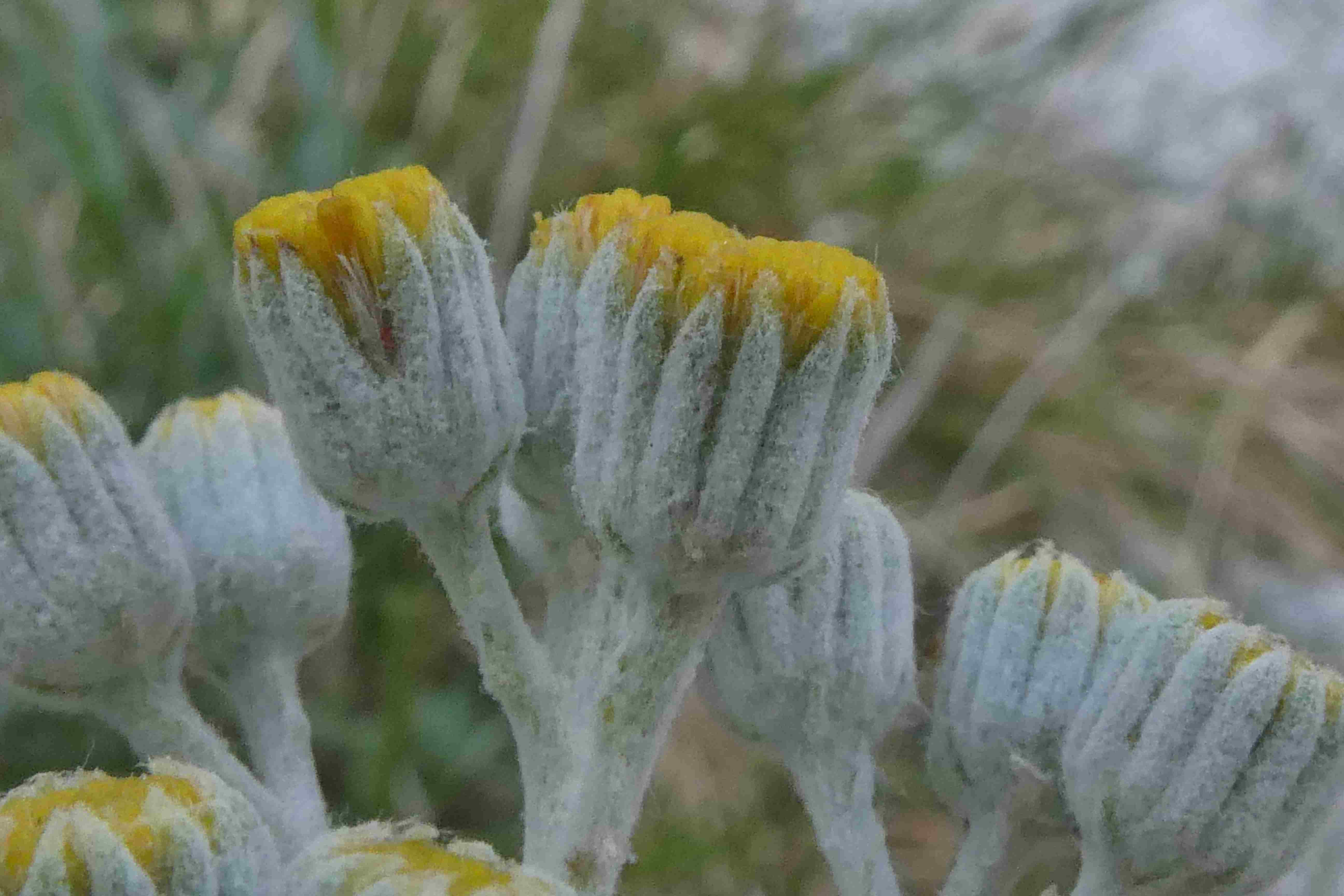
Omwindsels

Zilverkruiskruid komt in Nederland voor op rivier- en zeedijken.

## Ondersoorten
- Jacobaea maritima subsp. bicolor
- Jacobaea maritima subsp. gibbosa
- Jacobaea maritima subsp. maritima
- Jacobaea maritima subsp. sicula